# Народная Республика Конго
Наро́дная Респу́блика Ко́нго (фр. République populaire du Congo) ― государство социалистической ориентации, которое было провозглашено в 1970 году в Республике Конго. Во главе с Конголезской партией труда (фр. Parti congolais du travail, РСТ) она просуществовала до 1991 года, когда страна была переименована и правительство КПТ было ликвидировано на фоне волны реформ, прокатившихся по Африке в начале 1990-х.

## Демография
Население страны составляло 2 153 685 человек в 1988 году. Существовали 15 различных этнических групп, хотя большинство людей были конго, сангхи, эмбочи, или теке. Также в НРК проживало около 8500 выходцев из Европы, главным образом французского происхождения. Французский язык был официальным языком, но в число официальных языков были также включены киконго и лингала. Большая часть населения была сосредоточена в городах, таких как Браззавиль. Грамотность составляла 63 % на момент 1985 года, но младенческая смертность была высокой.

## История
Народная Республика Конго была провозглашена в Браззавиле после успешного переворота, организованного левыми, которые свергли правительство. Мариан Нгуаби возглавил государство и через два года после переворота начал строить социализм. После отмены национального собрания, Нгуаби сформировал Конголезскую партию труда (КПТ), которая оставалась единственной партией вплоть до 1991 года. Сам Нгуаби был убит в 1977 году.
После убийства Нгуаби и до февраля 1979 г. власть в стране осуществлял Военный комитет партии В марте 1979 г. состоялся III внеочередной съезд КПТ, который избрал новый состав ЦК партии и политбюро. Председателем ЦК КПТ и президентом страны избран полковник Д. Сассу-Нгессо. Летом 1979 г. на референдуме была одобрена новая конституция страны, избраны парламент, местные органы власти.
Как и другие африканские государства социалистической ориентации, Народная Республика Конго имела тесные связи с Советским Союзом. Тем не менее, НРК также поддерживала тесные отношения с Францией.
В середине 1991 года национальная суверенная конференция утвердила новое направление страны, изменила название, флаг и гимн, использовавшиеся при режиме КПТ. Суверенная национальная конференция отменила однопартийную систему, назначив премьер-министром переходного правительства Андре Милонго, который был наделен исполнительными полномочиями.

## Экономика
НРК унаследовала от колониального периода слаборазвитую экономику, преобладающие позиции в которой по-прежнему занимали французские компании. Правительство уделяет большое внимание укреплению государственного и смешанного секторов в экономике, усилению государственного контроля за деятельностью частных компаний.
Крупнейшим источником государственных доходов являлась нефть, месторождения которой были разведаны в 1957. Доходной статьей экспорта являлась также древесина ценных тропических пород, главным образом окуме, лимба и акажу. С 1969 по 1979 велась разработка запасов калийных солей. Разведаны запасы высококачественной железной руды.
Бoльшая часть населения была занята выращиванием для собственного потребления и продажи на внутреннем рынке маниока и бананов (основных продовольственных культур), а также ямса и в незначительном объёме некоторых других культур. Экспортные культуры (сахарный тростник, масличная пальма, деревья кофе и какао, табак и арахис) возделывались в основном на плантациях, принадлежащих европейцам. Животноводство было ограничено из-за широкого распространения мухи це-це, переносчика формы сонной болезни, смертельной для крупного рогатого скота.
В стране имелись первоклассные речные и морские порты.
Основные отрасли промышленности — лесная и деревообрабатывающая, пищевая, горнодобывающая.
НРК добилась значительных успехов в области здравоохранения, народного образования. Например, смертность детей до 5 лет в 1988 году составляла 114 человек на 1000 человек, при этом в 1965 она составляла 241 человека на 1000 человек. Серьёзную озабоченность у правительства вызывали рост безработицы и цен. Национальный доход в расчете на душу населения — 300 долл. в год.

## Политическое устройство
Главой государства являлся президент, избираемый сроком на 5 лет. Законодательная власть принадлежала двухпалатному парламенту (Национальное Собрание — 125 депутатов, избираемых сроком на 5 лет и Сенат — 60 депутатов — сроком на 6 лет).
Конголезская партия труда (КПТ) — единственная и правящая партия в стране. В программе и уставе партии говорится, что КПТ руководствуется в своей деятельности марксистско-ленинским учением.